# Taru Alexander
Taru Alexander (New York, 18 december 1967) is een Amerikaanse jazzdrummer.

## Biografie
Hij is de zoon van Roland Alexander, een Amerikaanse postbop jazz-tenorsaxofonist uit Boston, Massachusetts.
Alexander begon op 7-jarige leeftijd met drummen, omringd door jazzmuzikanten als Freddie Hubbard, Reggie Workman, Gary Bartz en Kiani Zawadi. Op 9-jarige leeftijd studeerde hij drums onder leiding van de meesterdrummers Rudy Collins, Andre Strobert en Walter Perkins aan de New Muse muziekschool in Brooklyn. Op 13-jarige leeftijd begon Taru professioneel op te treden met het kwintet van zijn vader Roland Alexander met ((Roland Alexander) (tenorsaxofoon), Kiani Zawadi (trombone), Hilton Ruiz (piano), Paul Brown (bas)). Tegelijkertijd begon hij drums te studeren bij Justin DiCioccio aan de La Guardia Music & Art High School in New York.
Terwijl hij op 16-jarige leeftijd nog studeerde, nam Taru zijn eerste album op als sideman bij het Afro-Aziatische ensemble van Fred Ho bij het platenlabel Black Saint. Kort daarna vestigde hij zich in het New Yorkse jazzcircuit en werd hij een van de meest gewilde drummers. Hij toerde ook door de Verenigde Staten met de Moe Better Blues Band & The Drums of Fire-bands. Taru treedt in 2018 actief op met de Williamsburg Music Allstars en verschillende muzikanten door heel New York, de Verenigde Staten en Europa.
Alexander trad in binnen- en buitenland op met Abbey Lincoln,Betty Carter, Roland Alexander, Roy Hargrove, Rodney Kendrick, Branford Marsalis, Danny Mixon, Gary Bartz, Carlos Garnett, Reggie Workman, Bill Saxton, Kenny Davis, Lonnie Plaxico, Bill Lee, Tommy Turntine, Eddie Comes, Mulgrew Miller, Taurus Mateen, Eric Alexander, Reggie Workman, Wynton Marsalis, Gerry Eastman, Ron Burton, Paul Brown, Juni Booth, Kiani Zawadi, Eddie Henderson, Abbie Lincoln, Betty Carter, Sweet Georgia Brown, Fred Ho, Sam Furnace, Hank Jones, Roy Hargrove, Benny Green, Christian McBride, Steven Scott, JD Allen, Peter Bernstein, Monte Croft, Don Sickler, Bobby Watson, Clifton Anderson,Tadataka Unno, Amin Salim, Ronnie Mathews, Dywane Burno, Justin Robinson, Curtis Lundy, Michael Marcus,Sonny Simmons en nog veel meer. Zijn band heet The Taru Alexander Quartet.

## Clubs
Alexander speelde en trad op in jazzclubs in New York: FAT Tuesday, Sweet Basil, Bradley's, The original Smalls Paradise in Harlem, Blue Note, Village Vanguard, The Village Gate, The Garage, The St. Nick's Pub, Tavern on the Green, Smalls Jazz Club, 55 bar, Up and Over jazzclub, The East, Pumpkins, The Blue Cornet, Paris Blues, Williamsburg Music Center, Sister's Place, Zinc Bar, Lenox Lounge.

## Tournees en festivals
- Carlos Garnett quartet[15] – Europese tournee, het intone Jazz festival met Paul Zauner, Panama Jazz Festival in 2012
- Cosmosimatics Band met Michael Marcus[16] en Sonny Simmons - Europese tournee, JazzWerk Festival in Oekraïne in 2007[17]
- Roy Hargrove quintet[18] - Europese, Verenigde Staten & Caribische eilanden tournee, Lionel Hampton Jazz Festival in Idaho USA met Hank Jones en Benny Green met Roy Hargrove kwintet, Barbados Jazz Festival in 2004 & 2005
- Roberta Gambarini – Barbados (jazz festival) & Chicago (jazz showcase) in 2004 & 2005[19]
- Roland Alexander quintet – New York jazz circuit van 1981 - 2004
- The Drums of Fire met orkestleider Morjim (vader van de beroemde rapper Akon) – Canadese tournee in 1992
- Abbie Lincoln – Europese en Canadese tournee in 1995
- Rodney Kendrick trio & quintet - Europese & Canadese tournee, Montreal Jazz Festival in 1993 & 1994
- Fred Ho Afro Asian Ensemble, West Coast USA tournee en concerten in Parijs in 1986[20]

## Onderscheidingen
In 1996 werd Taru geëerd met een proclamatie voor zijn muzikale prestaties door de president van de Brooklyn Borough Marty Markowitz naast jazzdrummer Max Roach.

## Discografie
Tijdens zijn drie decennia durende professionele carrière trad Alexander op als side-man op meer dan vijftig albums.
Als leader
Als leader nam Alexander in 2014 een album op met de titel KoJo Time, uitgebracht onder het Jazz Leadsheet-label, een eerbetoon aan zijn vader, tenorsaxofonist Roland Alexander door zijn originele composities te spelen.
Als sideman
- 2008:	Brown Skin Gal - Gerry Eastman
- 2006:	Harlem Homecoming - Salim Washington
- 1997:	Turn Pain into Power - Fred Ho
- 1997:	We Don't Die, We Multiply - Rodney Kendrick
- 1996:	Resurgence - Carlos Garnett
- 1996:	Who Used to Dance - Abbey Lincoln
- 1995:	Last Chance for Common Sense - Rodney Kendrick
- 1994:	The Secrets of Rodney Kendrick - Rodney Kendrick
- 1985:	Tomorrow Is Now! - Fred Houn
- ????: Harlem Jazz Machine - Melvin Vines

- Library of Congress Control Number: no00025043
- Virtual International Authority File: 2008511
- WorldCat: E39PBJwdbVWjkHtfDf9Bryrg8C